# Fenclorim
Le fenclorim, ou 4,6-dichloro-2-phénylpyrimidine,  est un composé organique de formule C10H6Cl2N2 de la classe des pyrimidines.
Cette substance est un phytoprotecteur qui permet de limiter la phytotoxicité de certains herbicides, tels que le prétilachlore utilisé pour le désherbage du riz. Le fenclorim agit en métabolisant le prétilachlore dans les plantules de riz, les préservant des effets néfastes de l'herbicide.
Le fenclorim est homologué aux Philippines et au Viet-Nam. Il est interdit en France.